# El Piquete
El Piquete es una localidad y municipio de argentina ubicada en el departamento Santa Bárbara de la Provincia de Jujuy. Se encuentra ubicada a 1,5 km de la margen izquierda del río San Francisco, en la zona de yungas, selva típica de esta región.
Su principal actividad económica es el cultivo de la caña de azúcar, que abastece el cercano Ingenio Ledesma, otros cultivos importantes son los citrus y hortalizas. A comienzos del siglo XX en la localidad se encontraba el ingenio San Andrés.
Su principal vía de comunicación es la Ruta Provincial 1, que la vincula al sudoeste con San Pedro de Jujuy y al norte con Caimancito.
Cuenta con Comisión Municipal, centro vecinal, un destacamento policial y puesto de salud. En la zona se descubrieron restos de la cultura de San Francisco, uno de los registros más tempranos de pueblos americanos en la zona.